# Umaga
Edward Smith Fatu (San Francisco, California, 28 de marzo de 1973-Houston, Texas, 4 de diciembre de 2009), conocido como Umaga, fue un luchador profesional estadounidense. Es recordado por haber trabajado para la empresa World Wrestling Entertainment (WWE), donde logró obtener dos reinados como Campeón Intercontinental.
Era miembro de la familia de luchadores Anoa'i. Previo a su trabajo en WWE, trabajó en promociones independientes como parte del equipo llamado The Island Boyz o los Samoan Gangstas con su primo Matt Anoa'i, en el que Fatu usaba el nombre de Ekmo y Anoa'i el de Kimo. Eddie era el hermano menor de Solofa Fatu, más conocido en WWE como Rikishi, siendo por extensión el tío de los hermanos Solo Sikoa, Jimmy y Jey Uso y padre de Zilla Fatu

## Carrera

### World Wrestling Entertainment (2002-2003)
The Island Boyz, Fatu y Matt Anoa'i, fueron introducidos en la World Wrestling Entertainment el 22 de julio de 2002. Ellos hicieron de guardaespaldas del Gerente General de RAW Eric Bischoff y fueron conocidos como los 3-Minute Warning, con Fatu usando el nombre de Jamal y Anoa'i conocido como Rosey. La pareja duró apenas casi un año, hasta que Jamal fue liberado de su contrato con la WWE en junio de 2003.

### Circuito independiente (2003-2004)
Umaga trabajó para Total Nonstop Action Wrestling (TNA) por un corto período de tiempo, luego que dejó de trabajar con la WWE, usando su antiguo nombre Ekmo Fatu, y luego se trasladó a All Japan Pro Wrestling (AJPW) como miembro del stable Roughly Obsess & Destroy (RO&D). Luego, con Taiyō Kea, Umaga ganó el Campeonato Mundial Unificado en Parejas de la AJPW. También se enfrentó con Satoshi Kojima por el Triple Crown.
Umaga también luchó en muchas promociones independientes durante este tiempo, incluyendo en la de su hermano Kishi, Nu-Wrestling Evolution. Sin embargo, en diciembre de 2005, Fatu anunció que retornaría a la World Wrestling Entertainment.

### World Wrestling Entertainment

#### 2006

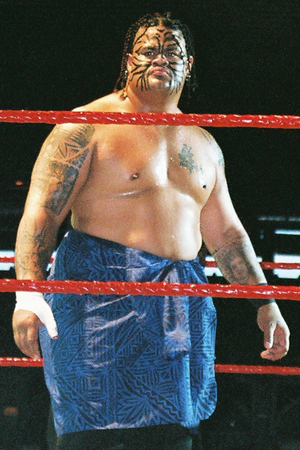
Eddie Fatu como Umaga en su primer año en la WWE

Parecía que este llegaría a las filas de la WWE en febrero, pero se retrasó su debut hasta el 3 de abril del 2006. Debutó cuando Ric Flair estaba dando un discurso, y Armando Alejandro Estrada lo interrumpió y presentó a Umaga, quien procedió a atacarlo con un Samoan Spike y una Hip Attack. Umaga tendría su primer feudo con una leyenda. Terminó el feudo con Flair derrotándole en Backlash.
Luego tuvo un corto feudo con Eugene enfrentándose ambos en Vengeance saliendo ganador a pesar de que Eugene fuera acompañado por Doink The Clown, Jim Duggan y Kamala.
Durante los meses posteriores a su debut protagonizó un intenso feudo con Kane. Ambos fueron considerados monstruos del ring así que se estipuló que sólo uno de ellos podía seguir siendo el monstruo de RAW, por lo que uno de los dos debía de irse del show. Este duelo se llevó al evento Unforgiven donde todo debía quedar decidido, pero durante el combate ambos salieron del ring y prosiguieron en los aledaños de este. De este modo la pelea de declaró nula por doble count-out. Finalmente se decidió que lo definirían todo en un Loser Leaves the Brand Match, donde Umaga se llevaría la victoria, y Kane abandonó RAW. Este tremendo duelo entre los dos monstruos se celebró en el Cyber Sunday para el que el público debía decidir que luchador se enfrentaba a Umaga, a escoger entre Kane (el finalmente elegido), The Sandman y Chris Benoit. Gracias a la colaboración final de Armando Alejandro Estrada, Umaga pudo aplicarle el Samoan Spike a Kane y llevarse el triunfo.
Umaga participó en el evento Survivor Series como miembro del equipo del Big Show. Su equipo fue derrotado por el equipo de John Cena. Umaga fue descalificado de la lucha por golpear a su oponente con uno de los monitores de una de las mesas de los comentaristas.
Umaga, todavía imbatido, fue nombrado #1 Contender para enfrentarse a John Cena por el Campeonato de la WWE, pelea que no se celebraría hasta el evento New Year's Revolution.

#### 2007

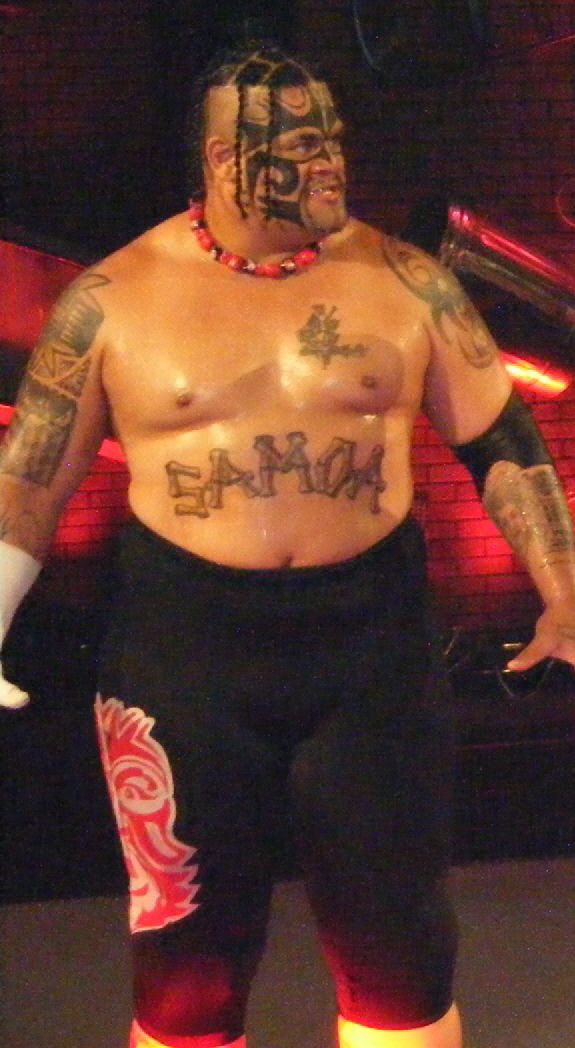
Umaga en One Night Stand 2007.

El 7 de enero se celebró el New Year's Revolution donde Umaga tuvo su primera oportunidad de obtener el título, pero fue vencido. Además de mantener su título, Cena se convirtió en el primer luchador que derrotaba al Samoan Bulldozer. Umaga tendría su revancha en Royal Rumble en un Last Man Standing Match. Aunque Umaga tuvo en más ocasiones a Cena en el suelo, al final no pudo hacerse con el título.
El 19 de febrero en RAW, Vince McMahon seleccionó a Umaga como su representante para la Batalla de los Billonarios de WrestleMania 23 contra Donald Trump y le dio una oportunidad a Umaga para enfrentarse a Jeff Hardy por el Campeonato Intercontinental esa misma noche. Umaga derrotó a Hardy ganando así su primer título de la WWE. En WrestleMania 23, contó con la ayuda de Shane McMahon contra Bobby Lashley (el elegido de Trump). Lashley aprovechó la intervención del árbitro especial, Stone Cold Steve Austin, para cubrir a Umaga. Tras la pelea, Vince McMahon fue rapado por completo.
El 16 de abril, en el programa de RAW en Milán, Vince McMahon retó a alguien del público a pelear con Umaga y con el Campeonato Intercontinental en juego. Con la ayuda de Lashley, Santino Marella venció a Umaga. En Backlash, Umaga luchó en el equipo de Mr. McMahon y Shane McMahon en contra de Bobby Lashley en un 3-1 Handicap Match por el Campeonato Mundial de ECW, donde Vince cubrió a Lashley y se convirtió en el nuevo campeón de la ECW. En Judgment Day se realizó la revancha de Backlash con el mismo tipo de combate. En la pelea resultó vencedor Bobby Lashley pero, Mr.McMahon se quedó con el título, alegando que Lashley debería haber realizado la cuenta sobre el propio Vince McMahon, no sobre Shane. En el evento One Night Stand colaboró junto a Shane McMahon en la Street Fight o pelea callejera que enfrentaba a Vince McMahon y a Bobby Lashley por el Campeonato Mundial de ECW. A pesar de esto, Lashley se alzó con la victoria recuperando así el título. En el evento Vengeance, Umaga tuvo finalmente su revancha por el Campeonato Intercontinental ante Santino Marella. Fue descalificado y Marella conservó el título. El 2 de julio en RAW, Umaga derrotó a Santino Marella en un combate de revancha de Vengeance gracia a un Samoan Spike recuperando así el Campeonato Intercontinental que ganaba por segunda vez.
El 22 de julio se celebró el Great American Bash y Umaga defendió el Campeonato Intercontinental ante Jeff Hardy, con una defensa exitosa para Umaga.
El 6 de agosto de 2007 en RAW Umaga giró a face cuando defendió a John Cena contra Randy Orton y Carlito. Estos interfirieron en el combate entre Cena y Umaga, provocando la descalificación del samoano, y luego le pidieron a Umaga que les ayudara a dañar a Jonh Cena. Umaga, en cambio, les expulsó a golpes del ring, protegiendo al campeón.
En SummerSlam, defendió su Campeonato Intercontinental en una Triple Threat Match donde participaron Mr. Kennedy y Carlito. Retuvo el título después de aplicarle el "Samoan Spike" a Mr. Kennedy y cubrirlo para la cuenta de tres.
En la edición del 27 de agosto de RAW, Umaga volvió a girar, pero esta vez a heel tras atacar al retornante Jeff Hardy. En la edición del 3 de septiembre de RAW grabado el 1 de septiembre pierde el Campeonato Intercontinental contra Jeff Hardy, después en el mismo evento, pelea en un 2-1 Handicap Match al lado de Carlito en contra de Triple H y donde ganaron pero al finalizar la batalla Triple H lo atacó con su mazo, mandándolo lamentablemente al hospital.
En la edición de RAW del 1 de octubre Umaga reapareció después de su lesión tras la paliza del Rey de Reyes, aunque se dijo que estuvo suspendido durante 1 mes por presunto dopaje en el caso de Signature Pharmacy. Umaga atacó a Triple H siendo un previo de su próximo enfrentamiento en No Mercy. En dicho evento celebrado el 7 de octubre, Triple H había ganado el Campeonato de la WWE en un combate previo contra Randy Orton de modo que en la pelea contra Umaga el título estaba en juego pero el samoano no consiguió vencer a Triple H que retuvo el título.
El 28 de octubre en el evento Cyber Sunday, Umaga volvió a enfrentarse a Triple H. El público debía decidir el tipo de combate entre una Street Fight un First Blood Match o una Steel Cage Match. Finalmente fue una Street Fight donde Umaga nuevamente fue vencido por Triple H.
El 17 de noviembre se celebró Survivor Series donde Umaga capitaneó a su propio equipo formado por él mismo, Mr. Kennedy, MVP, Finlay y Big Daddy V para enfrentarse al equipo de Triple H (capitán), Jeff Hardy, Rey Mysterio, Kane y Matt Hardy (que finalmente no pudo luchar por una lesión). Su equipo tomo rápidamente ventaja. Umaga eliminó personalmente a Rey Mysterio tras cubrirlo después de un Samoan Spike pero finalmente su equipo fue vencido siendo el mismo Umaga el último miembro en ser eliminado por Triple H y Jeff Hardy.
El 10 de diciembre se celebró el 15.º aniversario de RAW y Umaga acompañó a Rated-RKO (Edge y Randy Orton) para enfrentarse a Evolution (Batista, Triple H y Ric Flair). El equipo de Umaga, Orton y Edge perdió al ser descalificados.

#### 2008-2009

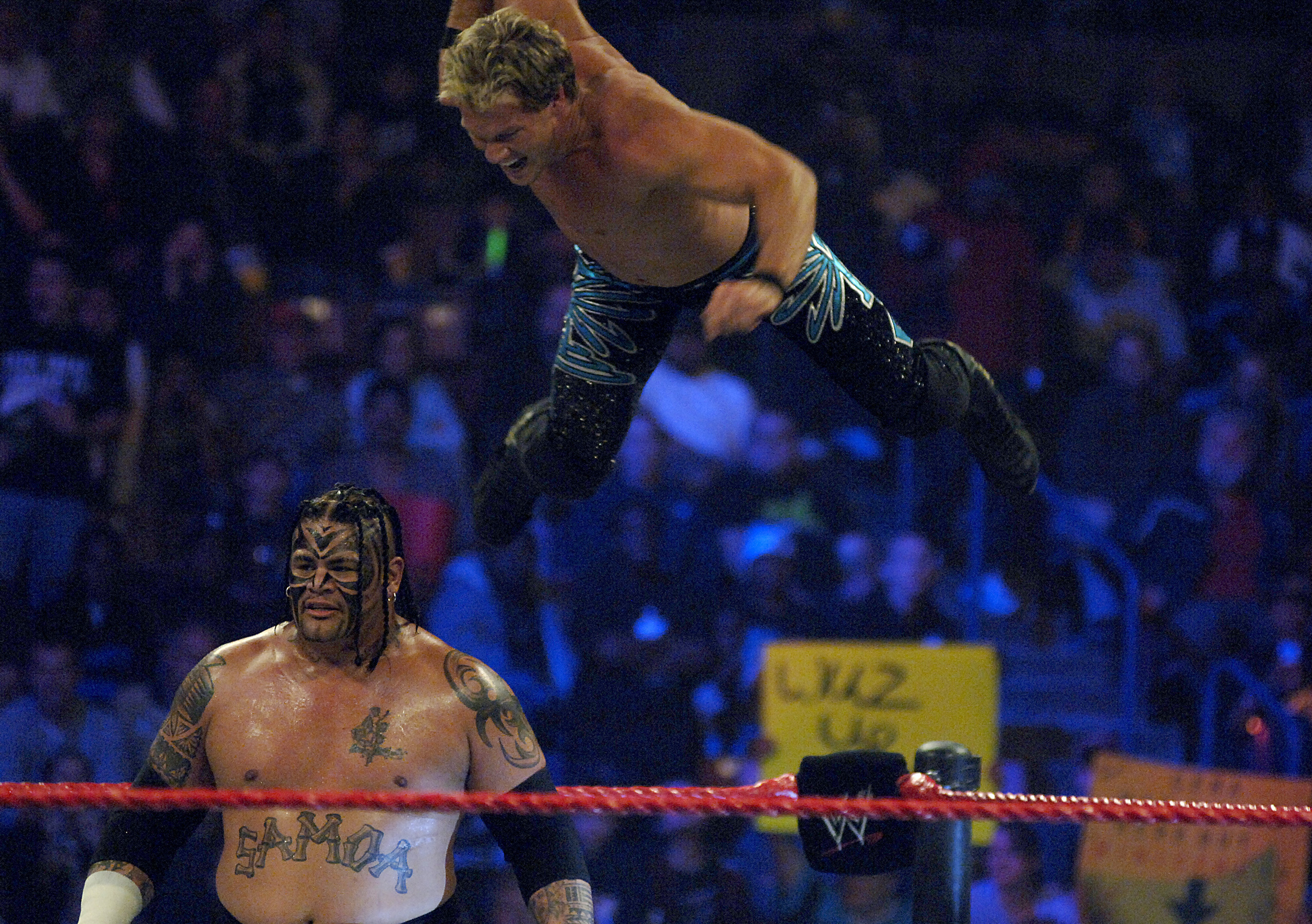
Umaga enfrentándose a Chris Jericho en RAW.

Umaga fue el primer luchador en clasificarse para la Royal Rumble al derrotar a "Hacksaw" Jim Duggan en un combate clasificatorio. Umaga entró en la batalla el número 14, eliminó a Hardcore Holly y fue eliminado por Batista. En No Way Out participó en la Elimination Chamber Match de RAW junto a John "Bradshaw" Layfield, Chris Jericho, Triple H, Jeff Hardy y Shawn Michaels. Umaga salió al ring en tercera posición y fue el luchador más dominante del combate hasta que fue eliminado por Chris Jericho.
En Wrestlemania XXIV, celebrada el 30 de marzo en el Estadio Citrus Bowl de Orlando, Florida, Umaga fue nombrado representante de RAW para enfrentarse a Batista, el representante de Smackdown!, en un combate interpromocional entre marcas, ganando Batista el combate. Durante el regreso de Jeff Hardy, Umaga fue enviado a enfrentarse a Hardy por orden de William Regal, iniciando un nuevo feudo con él, siendo derrotado en One Night Stand en un Falls Count Anywhere Match. En WWE Draft 2008 fue transderido desde RAW a Smackdown!. En su debut en el show azul, Umaga se enfrentó a Batista. El combate acabó con la descalificación de Umaga tras la intervención de Edge y sus compañeros (La Familia), que atacaron a Batista. Umaga se lesionó de una rotura de ligamentos de su pierna de la que fue operado.
En la edición de Smackdown! del 2 de enero de 2009, se anunció que Umaga regresaría pronto a SmackDown!. Hizo su reaparición oficial en la edición de Smackdown! del 30 de enero al derrotar a Jimmy Wang Yang. Y la siguiente semana en Smackdown! derrotó a Kung Fu Naki y en la siguiente a Scotty Goldman.
Después en una edición de SmackDown! en una lucha contra Triple H, salió lesionado después de que Triple H lo lanzara fuera del Ring, antes de que Cody Rhodes y Ted DiBiase, Jr. llegaran a atacarlo, provocándole una lesión en la rodilla derecha.
Umaga hizo su regreso a SmackDown! el 10 de mayo, atacando a CM Punk tres semanas seguidas, lo que llevó a un combate entre ambos en Judgment Day, donde Umaga salió victorioso. Sin embargo, en Extreme Rules, fue derrotado por Punk en un Samoan Strap Match. El 8 de junio de 2009 fue despedido de la WWE por dar positivo por segunda vez en un test antidrogas y negarse a someterse a rehabilitación.

### Circuito independiente (2009)
Después de ser despedido, empezó a luchar bajo su verdadero nombre y como Osu Fatu. En el aniversario de la World Wrestling Council derrotó a Mr. Anderson. También luchó el 21 de noviembre en Melbourne, Australia en el HulkaMania Tour haciendo equipo con Orlando Jordan para enfrentarse a Brian Chrisopher y 'Kishi, combate que perdió. El 24 de noviembre de 2009, Umaga derrotó a Brutus "The Barber" Beefcake. El 26 de noviembre de 2009, Umaga y Orlando Jordan fueron derrotados por Beefcake y el Sr. Anderson. El 28 de noviembre de 2009, Umaga luchó en su último combate, perdiendo ante Anderson.

## Muerte
El 4 de diciembre de 2009, Fatu fue hospitalizado en lo que se describió como una condición potencialmente mortal, después de que, aparentemente, se quedara dormido el 3 de diciembre, mientras veía la televisión, y varias horas más tarde, su esposa lo encontrase sin respiración y con sangre saliendo de su nariz. Fue inmediatamente trasladado a un hospital en Houston, Texas, donde fue colocado en la unidad de la UCI. Se confirmó que Fatu falleció alrededor de las 6:00 p. m. EST, después de sufrir un segundo ataque al corazón a los 36 años de edad. En particular, tenía muestras de haber utilizado hydrocodone (calmante de dolor), carisoprodol (relajante muscular) y diazepam (valium, anti-ansiedad y tensión), juntos provocaron una toxicidad aguda que su cuerpo no resistió.

## Campeonatos y logros
- All Japan Pro Wrestling

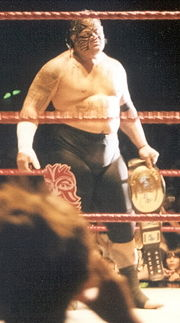
Umaga con el Campeonato intercontinental.

  - AJPW Unified World Tag Team Championship (1 vez) - con Taiyō Kea
  - World's Strongest Tag Team League (2004) - con Taiyō Kea

- Frontier Martial-Arts Wrestling / World Entertainment Wrestling
  - FMW/WEW Hardcore Tag Team Championship (1 vez) - con Matt Anoa'i

- Hawái'i Championship Wrestling
  - HCW Kekaulike Heritage Tag Team Championship (1 vez) - con Taiyō Kea

- Heartland Wrestling Association
  - HWA Tag Team Championship (1 vez) - con Kimo

- Memphis Championship Wrestling
  - MCW Southern Tag Team Championship (3 veces) - con Kimo

- World Wrestling Entertainment
  - WWE Intercontinental Championship (2 veces)

- Pro Wrestling Illustrated
  - Situado en el Nº22 en los PWI 500 del 2007[10]
  - Situado en el Nº37 en los PWI 500 de 2008[11]
  - Situado en el Nº101 en los PWI 500 de 2009[12]